# كريس بينشر
كريستوفر جون بينشر  ( مواليد 24 سبتمبر 1969)  هو سياسي بريطاني مستقل وعضو في حزب المحافظين ، وقد شغل منصب عضو البرلمان (MP) عن تامورث منذ عام 2010 . شغل بينشر سابقًا منصب نائب رئيس الحكومة ، وأمين صندوق الأسرة المالكة من 2018 إلى 2019 ومن فبراير إلى يونيو 2022.
تم انتخابه لأول مرة نوابا عن تامورث في الانتخابات العامة لعام 2010 ، عندما حصل على المقعد من حزب العمال .  تنافس على المقعد لأول مرة في عام 2005.  شغل منصب السكرتير البرلماني الخاص لوزير الخارجية فيليب هاموند من 2015 إلى 2016.
شغل منصب مساعد السوط والمراقب المالي للأسرة المالكة في عام 2017 ، قبل أن يستقيل بعد تورطه في مزاعم سوء السلوك الجنسي في وستمنستر لعام 2017 ، بعد أن اتهم توم بلينكينسوب وأليكس ستوري بسوء السلوك الجنسي. بعد شهرين من الاتهام ، وفي يناير 2018 ، تم تعيينه من قبل تيريزا ماي نائبًا لرئيس الحكومة وأمينًا لصندوق الأسرة المالكة. بعد أن أصبح بوريس جونسون رئيسًا للوزراء في يوليو 2019 ، تم تعيين بينشر وزير دولة لأوروبا والأمريكتين . وفي التعديل الوزاري في فبراير 2020 ، تم تعيينه وزير دولة للإسكان . في فبراير 2022 ، عاد إلى منصبه السابق كنائب رئيس الحكومة وأمين خزانة الأسرة المالكة .
بعد أن زُعم أنه كان يتلمس رجلين بينما كان في حالة سكر ، استقال بينشر من منصب نائب الرئيس في 30 يونيو 2022 ، وأزال سوط حزب المحافظين.  أثار ذلك فضيحة بشأن تعيينه في هذا المنصب ، مما أدى إلى أزمة حكومية أدت في النهاية إلى إعلان رئيس الوزراء بوريس جونسون عن اعتزامه استقالته المبكرة.

## حياته
ولد بينشر في والسال ،  ونشأ في ومبورن ، ستافوردشاير . كان عضوًا في حزب المحافظين منذ عام 1987 ،  بعد أن تم تسييسه من خلال إضراب عمال المناجم 1984-1985 .  كان نائب مدير منتدى كوليجيت المحافظين ، تلاه رئيس جمعية دائرة إيسلنغتون الشمالية ، الدائرة التي يمثلها جيريمي كوربين منذ عام 1983.  تم ترشيحه كعضو في مجلس الوزراء في المستقبل قبل الانتخابات العامة لعام 1997 ،  حيث ترشح للبرلمان لمقعد العمل الآمن الذي تم إنشاؤه حديثًا في وارلي ، في ساندويل ؛  جاء في المرتبة الثانية بنسبة 24٪ من الأصوات. 

## مرتبة الشرف
أدى بينشر اليمين كعضو في مجلس الملكة الخاص الأشرف لصاحبة الجلالة في 23 نوفمبر 2018. 